# Ruodlieb
Il Ruodlieb è un poema mediolatino, in forma di poema epico in esametri leonini, con un cavaliere per protagonista. Fu composto a metà dell'XI secolo in Germania, in un'area di lingua tedesca superiore.

## Intreccio
(Roberto Gamberini, Introduzione, pp. VII-IX)

## Genere letterario e modelli
Non è facile identificare quale sia il genere letterario che si trova nel Ruodlieb.  È veramente epica, oppure si tratta di uno iocus monachorum, in cui la parte satirica è prevalente?
Sembra che il genere letterario al quale assegnare il Ruodlieb sia quello del poema epico con finalità didascalico-morale.
Già l'età carolingia aveva conosciuto tre generi principali di poesia epica, che vennero ripresi e sviluppati anche in epoche successive, nel Medioevo centrale:
1. La celebrazione delle gesta del re, in esametri o anche in distici elegiaci (soprattutto per la morte del re): di solito erano lunghi 4.000-5.000 versi, divisi in tre o quattro libri; spesso racchiudevano degli excursus con descrizioni di città;
2. I poemi che mettevano in versi epici parte della Bibbia o della storia sacra; l'epica biblica cristiana del V secolo, per esempio, era molto letta nelle scuole carolinge;
3. Le storie di argomento fantastico, con valore morale; il filologo italiano Filippo Ermini ha riconosciuto anche in questo tipo di poesia una chiara impostazione epica.

Il Ruodlieb è molto vicino al terzo di questi gruppi, e in questo ambito possiamo individuare alcune opere che potrebbero essere state dei modelli per il Ruodlieb stesso.  Tra i testi di questo genere (ne conosciamo una dozzina), se ne possono segnalare alcuni che l'autore del poema in esame potrebbe avere conosciuto:
- l'Ecbasis captivi (di autore anonimo), in 1229 esametri prevalentemente leonini, ma con versi molto più fluidi e scorrevoli rispetto al Ruodlieb, con diverse citazioni di classici, soprattutto di Orazio: segni di un livello scolastico dell'autore molto migliore rispetto a quello del Ruodlieb. Con un tono serissimo viene raccontata la storia di un vitello e di molti altri animali: è una storia con un fine didascalico, raccontata con lo stile delle favole di Fedro e soprattutto di Esopo.  Si tratta di un'opera che non conobbe una grande fortuna nelle scuole, e non venne molto copiata: abbiamo pochissimi testimoni, tutti molto vicini cronologicamente all'originale (IX secolo-X secolo, nella zona di Toul), alcune con correzioni forse dell'autore, o comunque dei lettori.
- il Waltharius, poema epico lungo circa 1.450 versi, in esametri stilisticamente molto vicini a Virgilio (l'intento di imitarlo è evidente). Pur nel contesto della saga dei Nibelunghi, la tematica è tradotta in chiave virgiliana; si racconta come Waltharius, la sua fidanzata e un amico fuggano insieme da un nemico.  Sicuramente venne scritto nell'Abbazia di San Gallo, anche se non è certa la datazione: le storie narrate, nel loro nucleo originario (i nomi dei protagonisti, per esempio), risalivano alla tradizione orale germanica, al VI secolo, quando Attila attraversava l'Europa; proprio nel contesto delle scuole monastiche avvenne il passaggio dalla tradizione orale alla forma scritta, probabilmente con l'aggiunta di episodi narrativi ripresi dalla letteratura classica.
- le Gesta Apolloni regis Tyri, anonime, attestate da un solo manoscritto mutilo del X secolo.  Ne abbiamo circa 750 esametri leonini, ma la vicenda narrata si interrompe all'inizio delle vicende: il re di Tiro cerca di sposare la figlia del re di Cirene.  La storia proviene sicuramente da un romanzo greco, forse del II-III secolo d.C..  Il manoscritto non è sicuramente dell'autore (è una bella copia, allestita per un committente), ma si ritiene che la data di composizione non sia molto lontana da quella della copia. È probabile che l'autore abbia avuto sott'occhio una traduzione in prosa latina di un romanzo greco; d'altra parte, proprio nel X secolo fiorirono in Europa (soprattutto a Napoli) le traduzioni dal greco di opere di agiografia, di storia (il Romanzo di Alessandro, per esempio), e anche proprio di romanzi ellenistici.
- l'Ecloga Theoduli, un altro testo, anonimo, che ebbe una fortuna molto maggiore rispetto ai precedenti, dato che agli inizi del XII secolo entrò nei testi scolastici e divenne uno degli Auctores octo morales. Sono 344 esametri leonini in un buon latino.  La datazione è molto controversa; poiché è un testo scritto veramente bene dal punto di vista retorico (per scioltezza e padronanza della composizione), si è pensato ad una composizione nel Tardo Antico, magari nel VI secolo; oggi sembra invece che alcune citazioni letterarie di altri autori facciano propendere per una composizione nel X secolo, o forse addirittura nel XII. È una discussione tra "Menzogna" (il pastore di capre Pseustis) e "Verità" (il pastorello di pecore Alithia), davanti a "Sapienza" (Fronesis) in vesti di giudice: Pseustis racconta la mitologia greca, Alithia l'Antico Testamento (con un solo riferimento a Gesù Cristo). Secondo gli accessus, l'autore era un italiano che aveva studiato in Grecia; secondo gli studiosi dei Monumenta Germaniae Historica che ne hanno curato l'edizione, invece, il nome "Teodulo" potrebbe tradurre il tedesco Gottshalk-Godescalcus: non esistendo un corrispettivo italiano, l'autore potrebbe anche essere stato un tedesco.
- il De triumphis Christi di Flodoardo di Reims (scholasticus della Cattedrale di Reims, morto nel 966): è una narrazione di passioni di martiri e di vite penitenti di asceti, divisa in tre parti (nella Palestina, circa 3.000 versi; ad Antiochia, circa 2.500 versi; in Italia, circa 14.500 versi), tutta in esametri anche se talvolta compaiono dei distici elegiaci o dei senari giambici.  Flodoardo mette in versi delle vite di santi (paleocristiani o più recenti) che ha a disposizione in prosa, con atteggiamenti molto diversi a seconda delle fonti: quando ha di fronte Girolamo, cerca di utilizzarne tutte le parole, quando invece prende da fonti ritenute retoricamente meno valide, è molto più impacciato e tortuoso.
- il De quodam piscatore quem ballena absorbuit, opera attribuita a Letaldo di Micy, in 208 esametri leonini che narrano le vicende del pescatore anglo Within, divorato con tutta la sua barca da una balena. È stata scoperta una identità di dettagli e di parole tra quest'opera e gli Hisperica famina, i "Detti irlandesi", un testo scritto in Irlanda nel VII secolo.

Si può notare una vicinanza del Ruodlieb anche con altre opere di argomento fantastico a finalità morale: le commedie di Rosvita di Gandersheim e l'Ysengrimus, poema comico in 6.500 distici elegiaci, scritto nel XII secolo nelle Fiandre.

## Manoscritti
Il Ruodlieb è giunto a noi in un testo frammentario e mutilo.
È ricavato da un gruppo di frammenti:
- 18 fogli di pergamena, già utilizzati per la legatura di codici e ora conservati alla Bayerische Staatsbibliothek di Monaco,
- un solo bifoglio usato come legatura in un codice all'Abbazia di Sankt-Florian in Austria.

Il manoscritto di Monaco è dunque costituito da una cartella di frammenti sparsi. All'inizio dell'Ottecento un bibliotecario aveva riconosciuto in diversi fogli usati come legature una mano comune.  Durante il XIX secolo le pergamene furono strappate dai volumi che ricoprivano (manoscritti e a stampa), tutti provenienti dal monastero benedettino di Tegernsee.
Con l'aiuto di Jakob Grimm, nel 1838 si arrivò all'editio princeps. Nel 1840 sul mercato antiquario si identificarono altri due frammenti, che andarono ad aumentare il corpus. Una decina di anni più tardi, il filologo Moriz Haupt riconobbe anche il bifoglio di Sankt Florian (con una sezione di testo coincidente con quella dei frammenti di Monaco).
Su base paleografica il testo è stato datato all'XI secolo (non proprio all'inizio) ed è stato riferito all'area del tedesco superiore (alta valle del Danubio, alta valle del Reno).
All'epoca della secolarizzazione dei beni ecclesiastici (verso il 1803) parecchio materiale proveniente da conventi e monasteri della Baviera era giunto alla Biblioteca di Monaco (la stessa cosa non era accaduta in Austria). Alla Staatsbibliothek era così giunto tutto il fondo librario proveniente dal monastero di Tegernsee: un'abbazia che conobbe fasi di grande importanza tra XI e XII secolo, dopo l'età ottoniana, e poi ancora dopo il concilio di Basilea, nel XV secolo, proprio quando le pergamene di opere medievali vennero ritenute più utili per rilegare altre opere (anche a stampa), che giungevano sfascicolate alla biblioteca monastica.
Il filologo tedesco Benedikt Konrad Vollmann ha esaminato tutti i frammenti del Ruodlieb conservati alla Staatsbibliothek e ha scoperto che durante l'abbaziato di Konrad Airimschmalz (1461-1492) era stato affidato l'incarico di riordinare i volumi della biblioteca del monastero a tre monaci bibliotecari: Konrad Geisenfeld (tra 1450 e 1465), Raphael Neupöck (tra 1466 e 1485) e Michael Sagkrev (tra 1485 e 1494); i loro nomi sono annotati proprio sui frammenti del Ruodlieb.
Si tratta, però, di capire se a Tegernsee nel Quattrocento si utilizzassero, per rilegare i volumi, solo frammenti provenienti dalla biblioteca del monastero.  Potrebbe anche essere accaduto che il monastero si rivolgesse, per la legatura, a botteghe esterne, oppure che si utilizzassero fogli provenienti da altre biblioteche...
Nei frammenti riconosciamo una mano principale, sostituita talvolta da altre due (o tre) mani, che le danno il cambio.  Questo non impedisce che il testo sia proprio l'originale autografo (scritto dall'autore): poteva capitare, infatti, che in uno scriptorium monastico l'autore si facesse aiutare da copisti di supporto, dettando loro certe parti oppure passando loro delle minute.
I fogli del Ruodlieb presentano una rigatura che prevede circa 35 versi per pagina, ma ci sono pagine in cui dei versi sono stati aggiunti in fondo, in margine, scritti anche in verticale: questo porta ad avere in alcuni casi fino a 50 versi per pagina.  La parte che si ipotizza autografa presenta molte aggiunte e correzioni d'autore.  Resta da capire se certe glosse, con la traduzione in tedesco di alcune parole, siano dell'autore.
Anche per il frammento presente nella biblioteca di Sankt Florian si può ipotizzare una vicenda simile a quella dei fogli di Tegernsee, e cioè che il bifoglio provenga da un codice smembrato perché ritenuto non più interessante.  Il frammento è certamente di mano diversa rispetto a quello di Tegernsee, il campo scrittorio è differente, come differente è la grafia: si tratta di un manoscritto più di lusso, e anche nella parte in comune con i frammenti bavaresi si nota che era più curato (nel frammento austriaco è stata introdotta, per esempio, una correzione metrica rispetto al testo di Tegernsee).
Ci rimangono, in tutto, circa 2346 versi (il numero oscilla a seconda di come si computino i versi a metà, quelli illeggibili o perduti).  Tra i vari frammenti, vengono ipotizzate delle lacune intermedie di circa 1200 versi; non sappiamo, invece, quanti versi possano mancare alla fine.

## Autore
Il Ruodlieb potrebbe dunque essere stato scritto all'Abbazia di Tegernsee.
Questo monastero venne fondato dai fratelli Otkar e Adalberto nel 746 o nel 765 e intitolato al Cristo Salvatore.  Nel 972 il monastero venne rifondato, con l'arrivo di un gruppo di monaci provenienti da Treviri. Un illustre abate fu Gottardo, poi vescovo di Hildesheim.
Nei decenni in cui si colloca la composizione del Ruodlieb è attestata dai cataloghi della biblioteca una donazione di libri al monastero di Tegernsee.  Un personaggio interessante, a questo proposito, è Frumondo di Tegernsee, un monaco del monastero. Originario di Ratisbona, studiò a Colonia (anche un po' di greco), e fu maestro alla scuola di Tegernsee dal 995 al 1008.  Abbiamo un codice di suoi scritti, con alcune lettere all'abate di Sant'Emmerano di Ratisbona che documentano scambi di codici tra le due biblioteche, tra i quali opere di Stazio, Persio, Ovidio, Prisciano, Boezio e anche estratti di libri in greco.  Nel suo manoscritto, Frumondo inserisce anche 42 poemetti scritti da lui (epigrammi in 4 o 6 versi, una Apologia pro schola Wirceburgensi in 286 versi, etc.).  Vi troviamo anche alcuni documenti pontifici, imperiali ed episcopali, copiati come modelli epistolari.
Se l'identificazione dell'autore del Ruodlieb con Frumondo non è documentata, è comunque possibile che l'anonimo autore del poema sia stato un monaco suo discepolo, e abbia potuto utilizzare anche i volumi di autori classici che erano presenti nella biblioteca del monastero.

## L'uso della Bibbia nelRuodlieb
Il Ruodlieb non vuole essere un "poema cristiano" (tanto meno un poema "crociato", visto che è stato scritto ben prima dell'organizzazione delle prime Crociate).
L'unico passaggio che in qualche modo richiami la religione cristiana si trova ai versi V,5-13, dove si racconta come il re africano si comporti, durante le sue campagne militari, da perfetto comandante cristiano, con tanto di cappella privata per la celebrazione della liturgia:
(Ruodlieb V,5-13, pp. 38-39 dell'ed. di R. Gamberini)
Per il resto, però, nel poema non ci sono altri richiami alla religione: nel suo insieme il Ruodlieb è una storia di cavalleria germanica, non cristiana, con un laico per protagonista. La Bibbia non è mai citata esplicitamente, neanche parafrasata o messa in parodia, e non si fa mai un esplicito richiamo al valore sacro o comunque autoritativo del testo.
Si riconoscono, però, delle frasi che sembrano richiamare il testo biblico: queste evocazioni erano un modo per far entrare il testo nella memoria di chi ascoltava, facendo appello ai suoi sentimenti e aumentando la sintonia tra il poeta e chi lo ascoltava.

### Testi e commenti
- Roberto Gamberini (a cura di), Ruodlieb con gli epigrammi del Codex Latinus Monacensis 19486: la formazione e le avventure del primo eroe cortese, Firenze, Sismel - Edizioni del Galluzzo, 2003, ISBN 88-8450-076-1.
- (DE) Moritz Heyne (a cura di), Ruodlieb, Leipzig, 1897.
- (EN) Gordon B. Jr. Ford (a cura di), The Ruodlieb: Linguistic Introduction, Latin Text, and Glossary, Leiden, Brill, 1966.
- (DE) Karl Langosch (a cura di), Waltharius, Ruodlieb, Märchenepen: Lateinische Epik des Mittelalters mit deutschen Versen, Darmstadt, Wissenschaftliche Buchgesellschaft, 1967,  pp. 86-215.
- (DE) Walter Haug (a cura di), Faksimile-Ausgabe des Codex Latinus Monacensis 19486 der Bayerischen Staatsbibliothek München und der Fragmente von St. Florian, vol. 1, Wiesbaden, 1974.
- (DE) Fritz Peter Knapp (a cura di), Ruodlieb: Mittellateinisch und deutsche Übertragung, Kommentar und Nachwort, Stuttgart, Reclam, 1977, ISBN 3-15-009846-7.
- (EN) Waltharius and Ruodlieb, Fritz Peter Knapp (traduttore), New York, Garland, 1984.
- (DE) Benedikt Konrad Vollmann (a cura di), Faksimile-Ausgabe des Codex Latinus Monacensis 19486 der Bayerischen Staatsbibliothek München und der Fragmente von St. Florian, vol. 2, Wiesbaden, 1985.
- (EN) C.W. Grocock (a cura di), The Ruodlieb: Edited with translations and notes, Chicago, Warminster, 1985.
- (DE) Walter Haug e Benedikt Konrad Vollmann (a cura di), Frühe deutsche Literatur und lateinische Literatur in Deutschland 800–1150, in Bibliothek des Mittelalters, vol. 1, Frankfurt am Main, Deutscher Klassiker-Verlag, 1991,  pp. 388–551 (Ruodlieb: Text und Übersetzung), 1306–1406 (Kommentar), ISBN 3-618-66010-3.

### Studi
- (DE) Arno Borst, Das Buch der Naturgeschichte: Plinius und seine Leser im Zeitalter des Pergaments, Heidelberg, Winter, 1994, ISBN 3-8253-0132-X.
- (DE) Werner Braun, Studien zum Ruodlieb: Ritterideal, Erzählstruktur und Darstellungsstil, Berlin, De Gruyter, 1962.
- (EN) P. Dronke, Ruodlieb: The Emergence of Romance, in Poetic Individuality in the Middle Ages: New Departures in Poetry. 1000–1150, London, 1986.
- (LA) Andreas Epe, Index verborum Ruodliebianus, Frankfurt am Main - Bern, Lang, 1980, ISBN 3-8204-6801-3.
- (EN) Gordon B. Jr Ford, The Ruodlieb: The First Medieval Epic of Chivalry from Eleventh-Century Germany, Leiden, Brill, 1965.
- (EN) H.M. Gamer, The Earliest Evidence of Chess in Western Literature: The Einsiedeln Verses, in Speculum, vol. 29, 1954,  pp. 734-750.
- (DE) H.M. Gamer, Studien zum Ruodlieb, in Zeitschrift für deutsches Altertum und deutsche Literatur, vol. 88, 1958,  pp. 249-266.
- (DE) H.M. Gamer, Der Ruodlieb und die Tradition, in Karl Langosch (a cura di), Mittellateinische Dichtung, Darmstadt, 1969,  pp. 284-329.
- (EN) C. Gellinek, Marriage by consent in Literary Sources of Germany, in Studia Gratiana, vol. 12, 1967,  pp. 555-579.
- (EN) Peter Godman, The Ruodlieb and Verse Romance in the Latin Middle Ages, in Michelangelo Picone e Bernhard Zimmermann (a cura di), Der antike Roman und seine mittelalterliche Rezeption, Basel-Boston-Berlin, Birkhäuser, 1997,  pp. 245-271, ISBN 3-7643-5658-8.
- (DE) Christian Götte, Das Menschen- und Herrscherbild des Rex Maior im Ruodlieb. Studien zur Ethik und Anthropologie im Ruodlieb, München, Fink, 1981, ISBN 3-7705-1428-9.
- (DE) Hans Heinrich, Ruodliebs Neffe heiratet, in Frau-Geschichten, Weilheim, WM-Literatur-Verlag, 2002, ISBN 3-9808439-0-4.
- (DE) P. Klopsch, Der Ruodlieb, in AU, vol. 17, 1974,  pp. 30-47.
- (DE) P. Klopsch, Der Name des Helden: Überlegungen zum Ruodlieb, in Günter Bernt (a cura di), Tradition und Wertung: Festschrift für Franz Brunhölzl zum 65. Geburtstag, Sigmaringen, Thorbecke, 1989,  pp. 147-154, ISBN 3-7995-7065-9.
- (DE) Fritz Peter Knapp, Bemerkungen zum Ruodlieb, in Zeitschrift für deutsches Altertum und deutsche Literatur, vol. 104, 1975,  pp. 189-205.
- (DE) Fritz Peter Knapp, Similitudo. Stil- und Erzählfunktion von Vergleich und Exempel in der lateinischen, französischen und deutschen Großepik des Hochmittelalters, Wien-Stuttgart, 1975,  pp. 191-222.
- (DE) Rudolf Koegel, Ruodlieb, in Geschichte der deutschen Literatur bis zum Ausgang des Mittelalters, vol. 2, Strassburg, 1894–97,  pp. 342-412.
- (EN) Waltharius and Ruodlieb, Dennis M. Kratz (traduttore), New York, Garland, 1984.
- (DE) L. Laistner, Rezension Seiler: Ruodlieb, in Anzeiger für deutsches Alterthum und deutsche Litteratur, vol. 9, Berlin, 1883,  pp. 70-106.
- (DE) L. Laistner, Die Lücken im Ruodlieb, in Zeitschrift für deutsches Alterthum und deutsche Litteratur, vol. 29, Berlin, 1885,  pp. 1-25.
- (DE) Karl Langosch, Zum Stil des Ruodlieb, in Karl Langosch e P. Klopsch (a cura di), Kleine Schriften, Hildesheim-München-Zürich, Weidmann, 1986, ISBN 3-615-00031-5.
- (DE) Bengt Löfstedt, Zu Ruodlieb XII 22ff, in Logos semantikos: Studia linguistica in honorem Eugenio Coserin 1921–1981, vol. 4, Berlin-Madrid, Grammatik, 1981,  pp. 267-ss.
- (DE) H. Meyer, Die Eheschließung im Ruodlieb und das Eheschwert, in Zeitschrift der Savigny-Stiftung für Rechtsgeschichte. Germanistische Abteilung, vol. 52, 1932,  pp. 276-293.
- (DE) H. Naumann, Die altnordischen Verwandten des Ruodlieb-Romans, in Hermann Schneider (a cura di), Edda, Skalden, Saga: Festschrift zum 70. Geburtstag von Felix Genzmer, Heidelberg, Winter, 1952,  pp. 307-324.
- (DE) Friedrich Seiler, Ruodlieb: der älteste Roman des Mittelalters nebst Epigrammen, Halle, 1882.
- (DE) Peter Stotz, Formenlehre, Syntax und Stilistik, in Handbuch der Altertumswissenschaft, vol. 2, 5 (Handbuch zur lateinischen Sprache des Mittelalters, 4), München, Beck, 1998, ISBN 3-406-43447-9.
- (DE) Peter Stotz, Bedeutungswandel und Wortbildung, in Handbuch der Altertumswissenschaft, vol. 2, 5 (Handbuch zur lateinischen Sprache des Mittelalters, 2), München, Beck, 2000, ISBN 3-406-45836-X.
- (DE) S. Stricker, Volkssprachliches im Ruodlieb, in Sprachwissenschaft, vol. 16, 1991,  pp. 117-141.
- (DE) Benedikt Konrad Vollmann, Ruodlieb, Darmstadt, Wissenschaftliche Buchgesellschaft, 1993, ISBN 3-534-09073-X.
- (EN) H.J. Westra, Brautwerbung in the Ruodlieb, in Mittellateinisches Jahrbuch, vol. 18, 1983,  pp. 107-120.
- (EN) H.J. Westra, On the Interpretation of the Dominella's Speech in the Ruodlieb, in Mittellateinisches Jahrbuch, vol. 22, 1987,  pp. 136-141.
- (EN) Edwin H. Zeydel, Ruodlieb: The Earliest Courtly Novel (after 1050), New York, AMS Press, 1969.